# Saint-Aubin-sur-Mer (Seine-Maritime)
Saint-Aubin-sur-Mer ist eine französische Gemeinde mit 175 Einwohnern (Stand: 1. Januar 2022) im Département Seine-Maritime in der Region Normandie (vor 2016 Haute-Normandie). Sie gehört zum Arrondissement Dieppe und zum Kanton Saint-Valery-en-Caux (bis 2015 Kanton Fontaine-le-Dun). Die Einwohner werden Saint-Aubinois genannt.

## Geographie
Saint-Aubin-sur-Mer liegt etwa 20 Kilometer westsüdwestlich von Dieppe an der Atlantikküste des Ärmelkanals. Umgeben wird Saint-Aubin-sur-Mer von den Nachbargemeinden Quiberville im Osten, Le Bourg-Dun im Süden sowie Sotteville-sur-Mer im Westen.

## Bevölkerungsentwicklung
| Jahr      | 1962 | 1968 | 1975 | 1982 | 1990 | 1999 | 2006 | 2013 |
| Einwohner | 258  | 264  | 235  | 280  | 281  | 280  | 267  | 216  |

## Sehenswürdigkeiten
- Kirche Saint-Aubin
- Schloss Saint-Aubin-sur-Mer, seit 1976 Monument historique, mit Park

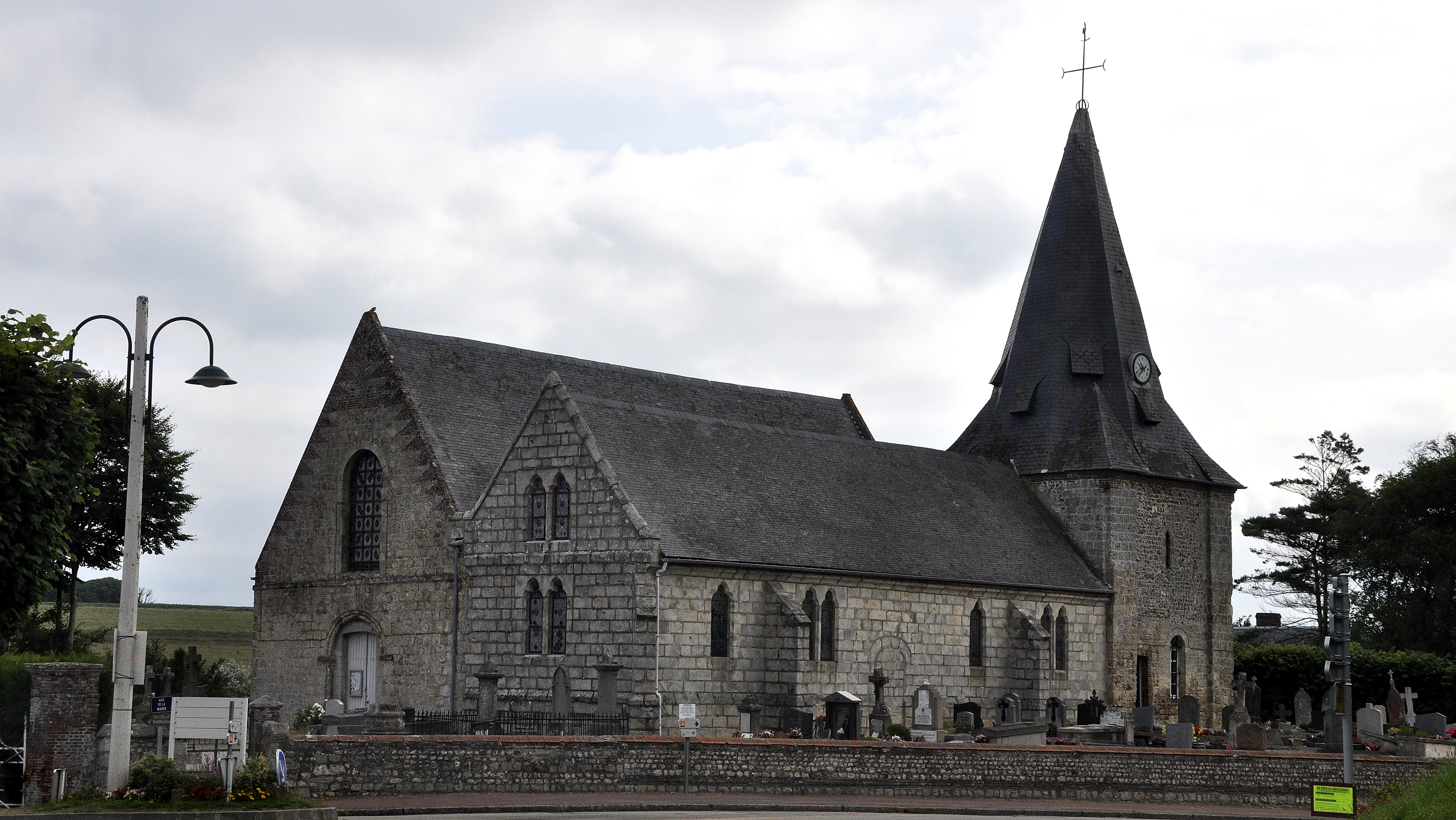
Kirche Saint-Aubin
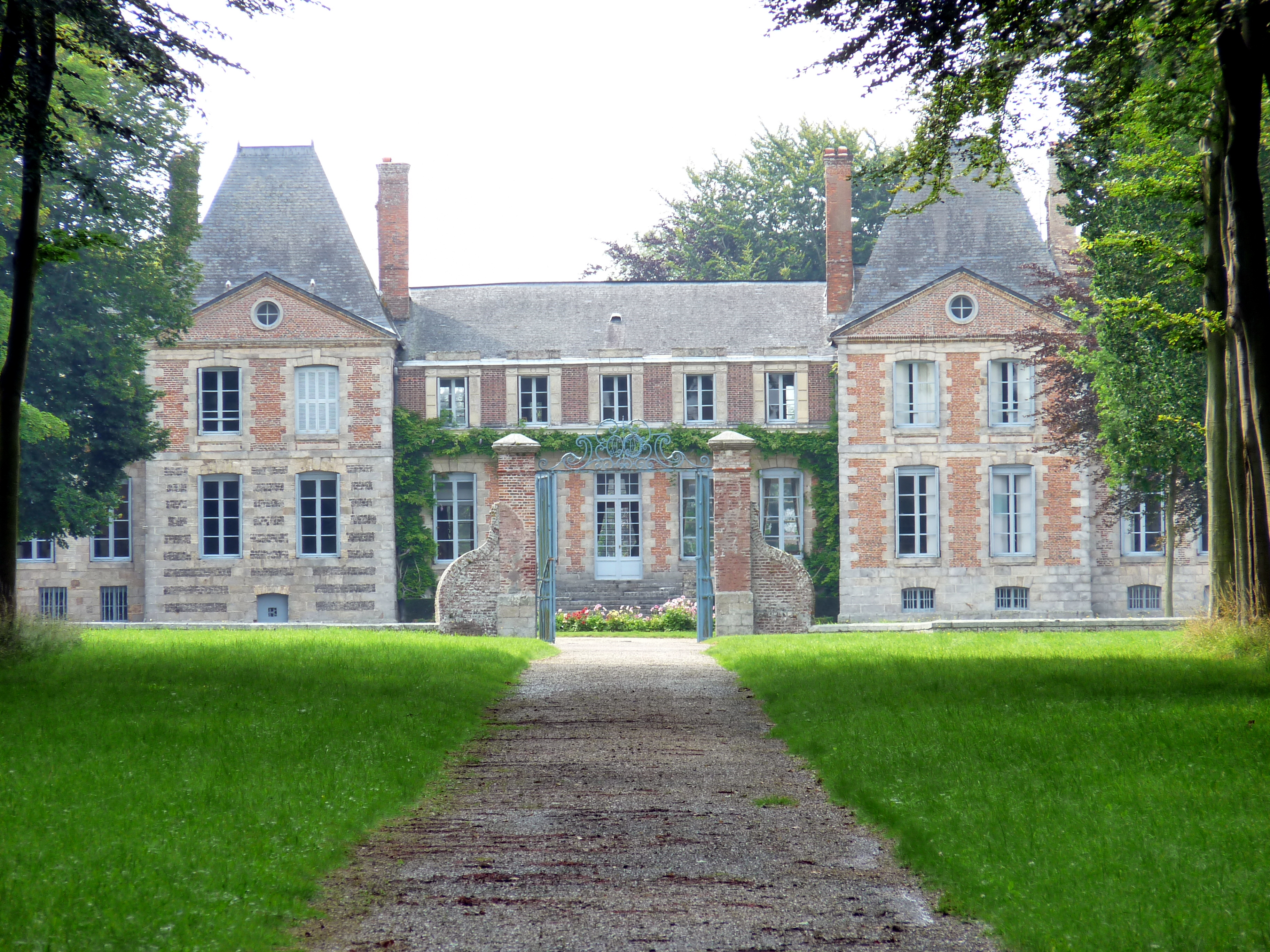
Schloss Saint-Aubin-sur-Mer